# Nicole Solarz
Nicole Solarz (* 5. Juni 1981 in Linz) ist eine österreichische Politikerin (SPÖ). Sie war von 2009 bis 2018 mit Karenzunterbrechung 2016 Abgeordnete zum Salzburger Landtag.

## Biografie
Nicole Solarz, Tochter von Leslaw Solarz und Wilma Solarz, besuchte die Volksschule in Marchtrenk und anschließend das Bruckner-Gymnasium in Wels. 1995 wechselte sie in die Handelsakademie, welche sie mit gutem Erfolg abschloss. Nach der Matura begann sie 2000 mit dem Studium der Rechtswissenschaften an der Universität Salzburg. Ein Jahr verbrachte Solarz in Nancy, um dort ihr Studium zu vertiefen. 2006 schloss sie ihr Magisterstudium ab, 2009 promovierte sie an der Universität Salzburg.
Politisch engagierte sie sich schon sehr früh. Von 2001 bis 2007 war sie Studierendenvertreterin und leitete 2005/06 das internationale Referat der ÖH in Salzburg. Von 2008 bis 2012 war sie Mitglied des Landesvorstandes der JUSOS Salzburg.
Nach einem Praktikum an verschiedenen internationalen Institutionen und einem Rechtspraktikum am Bezirksgericht Salzburg arbeitete Solarz als politische Referentin des ersten Landtagspräsidenten Johann Holztrattner und später für seine Nachfolgerin Gudrun Mosler-Törnström.
Im März 2009 wurde sie als Jugendkandidatin in den Salzburger Landtag gewählt und bei der Landtagswahl in Salzburg 2013 wiedergewählt. Von Februar 2016 bis Dezember 2016 übernahm Tarik Mete während ihrer Elternkarenz ihre Funktion als Landtagsabgeordnete. Nach der Landtagswahl in Salzburg 2018 schied sie aus dem Landtag aus.
Im Oktober 2023 legte sie ihr Mandat als Gemeinderätin zurück, das Mandat ging an Andreas Lackner.